# غابات الرمان
غابات الرمان هي غابات عراقية تقع في محافظة ديالى شرق العراق تضم سلسلة طويلة من بساتين الرمان والتي تعد الأجود والأكبر بإنتاجها على مستوى العراق.

## نبذه
تبلغ مساحتها تقريبا 4 الاف دونم تضم سلسلة طويلة من بساتين الرمان، تعد أكبر غابة رمان في العراق ومن أكبر غابات الرمان في الشرق الأوسط تنتج ما يعرف برمان شهربان الأكثر جوده على مستوى العراق.

## الإهمال
تعرضت للإهمال بسبب الاوضاع الامنية سابقا، وتعد أيضا مقصد سياحي واقتصادي.